# 京都・嵐山花灯路

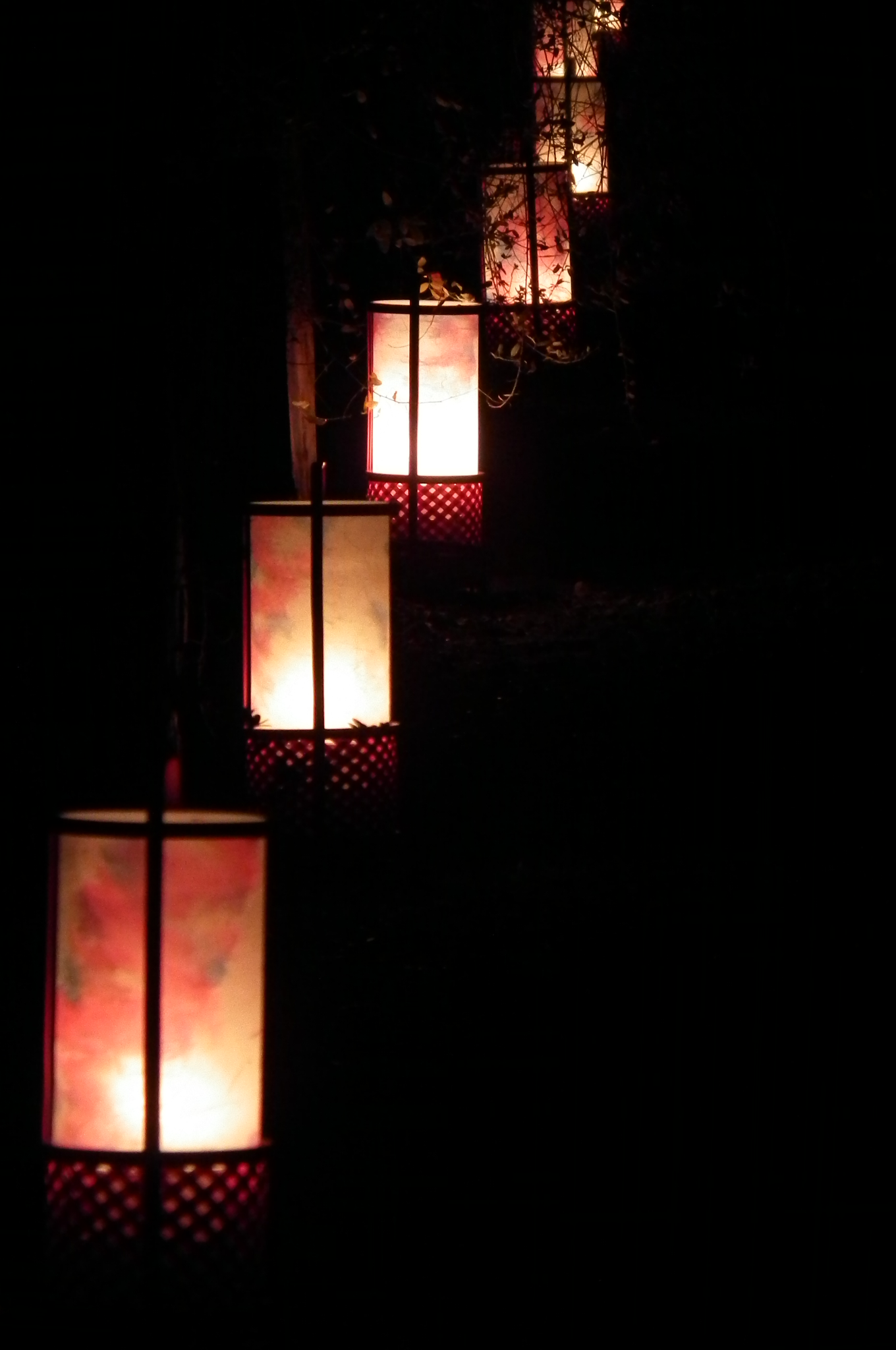
嵐山花灯路 二尊院の参道の行灯

京都・嵐山花灯路（きょうと・あらしやまはなとうろ）は、12月中旬に京都府の嵯峨、嵐山周辺地区に約2500基の行灯を点し、夜の散策を楽しむ趣向の2005年（平成17年）12月から始められた「灯り」をテーマとする観光イベントである。2021年（令和3年）の開催をもって、終了となった。主催は京都・花灯路推進協議会。

## 概要

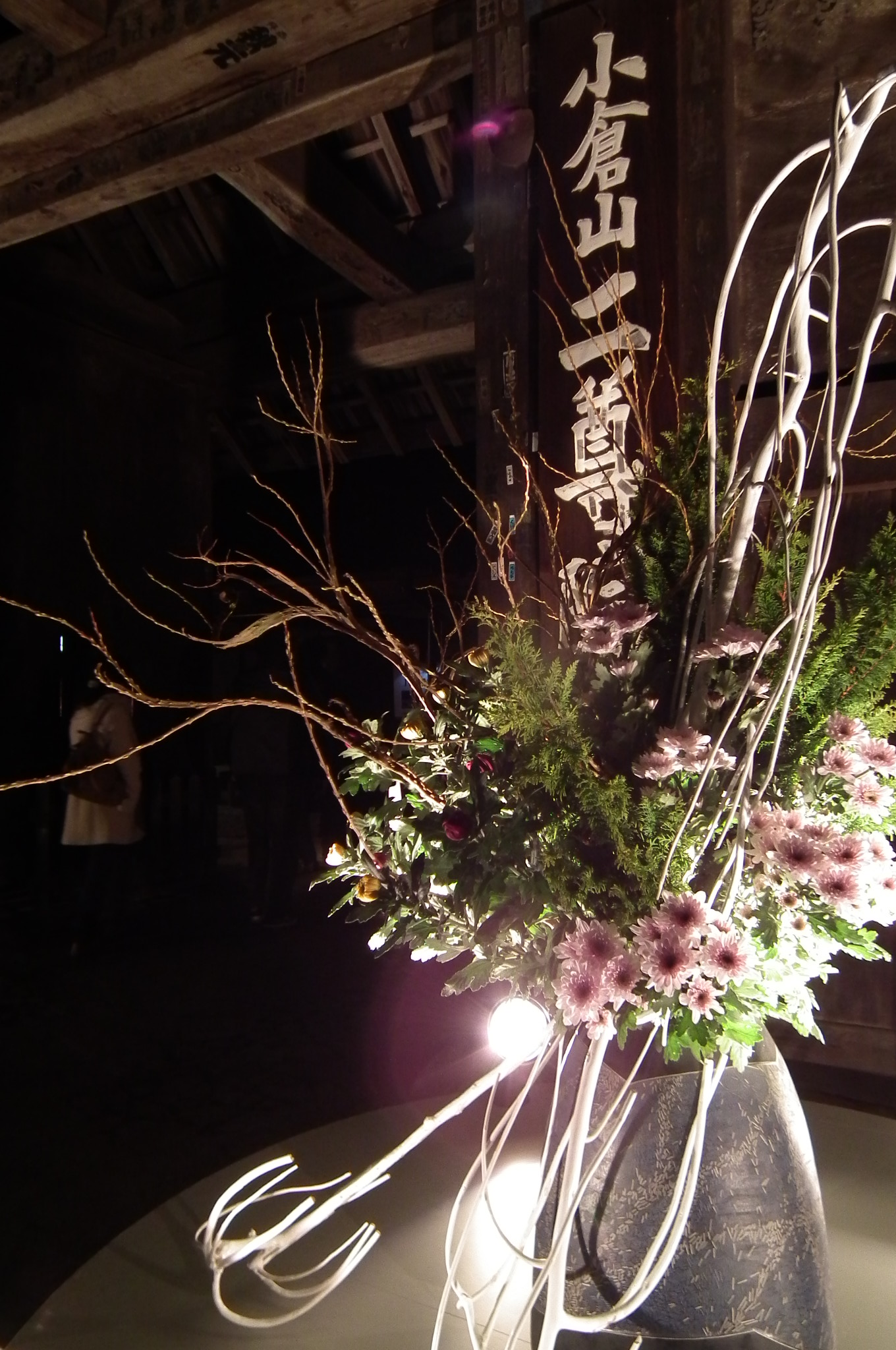
二尊院山門前にあしらわれたいけばな

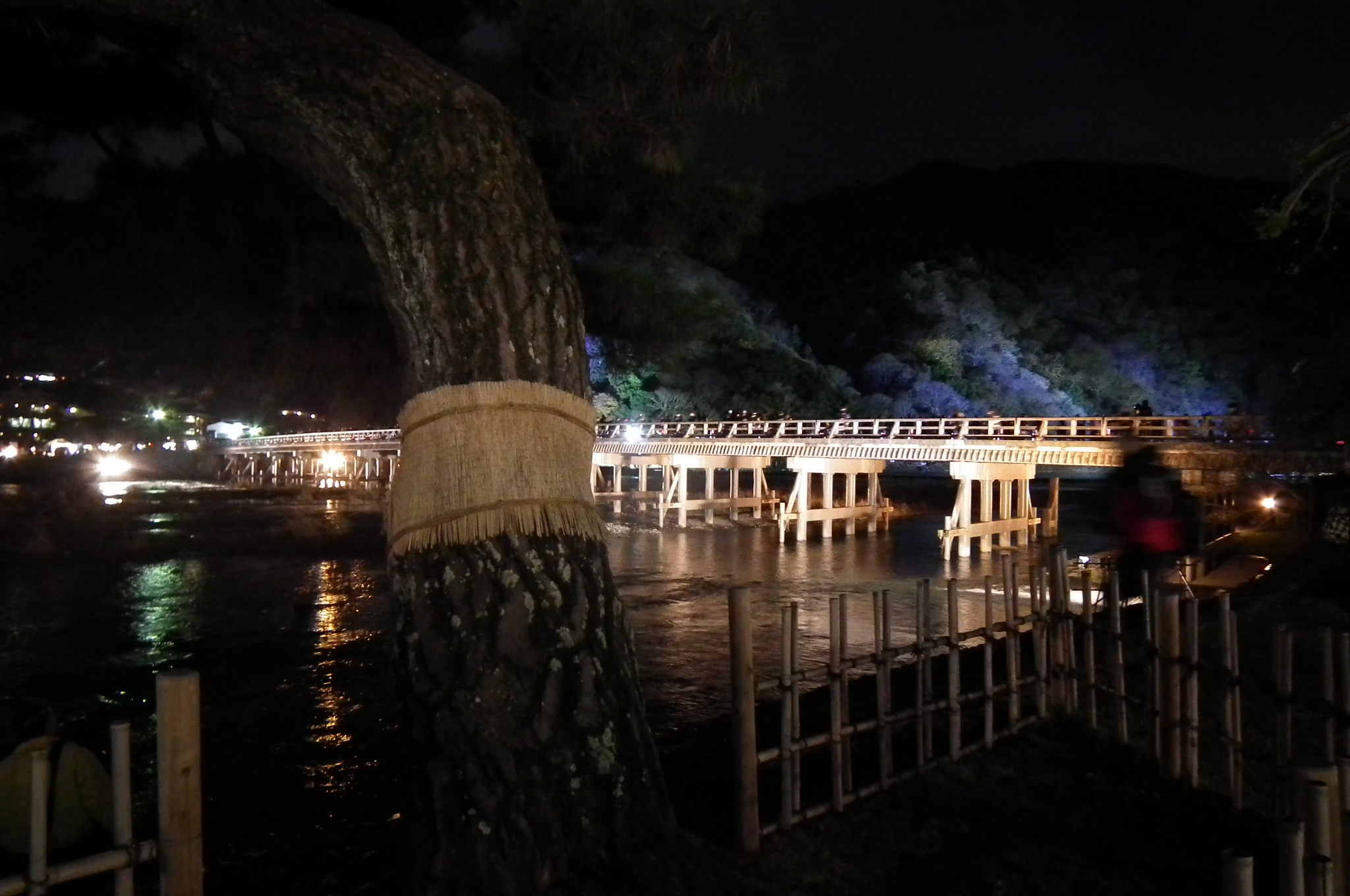
ライトアップされた渡月橋

嵐山から嵯峨一帯にかけて広がる歴史的、文化的景観を活かし多数の路地行灯や生け花の花をあしらうことで華やぎと陰翳を付与、日本情緒を演出することで京都の夜の新たな風物詩となることを目指し、冬季の観光客を呼び込むべく始められた観光イベントである。道の総延長距離は約5km。主催者の目指すテーマは「思わず歩きたくなる路」。
京都の夜の新たな風物詩を創出すべく地元観光業界が、2003年（平成15年）3月より東山地域において、「灯り」をテーマとする新たな観光事業『京都・花灯路』を始めた（京都・東山花灯路参照）。2005年（平成17年）12月からは当嵯峨・嵐山地域においても実施されるようになる。6年目の2011年にして来場者が100万人を突破し、102万1000万人となった。なお、例年100万人以上の人出でにぎわっていた東山花灯路は2011年には開催前日の同年3月11日に発生した東日本大震災のために3月14日をもって早期終了し「京都・東山祈りの灯り」と名称変更し63万4000人を集客し義援金5139823円を集めた。

### 開催区域

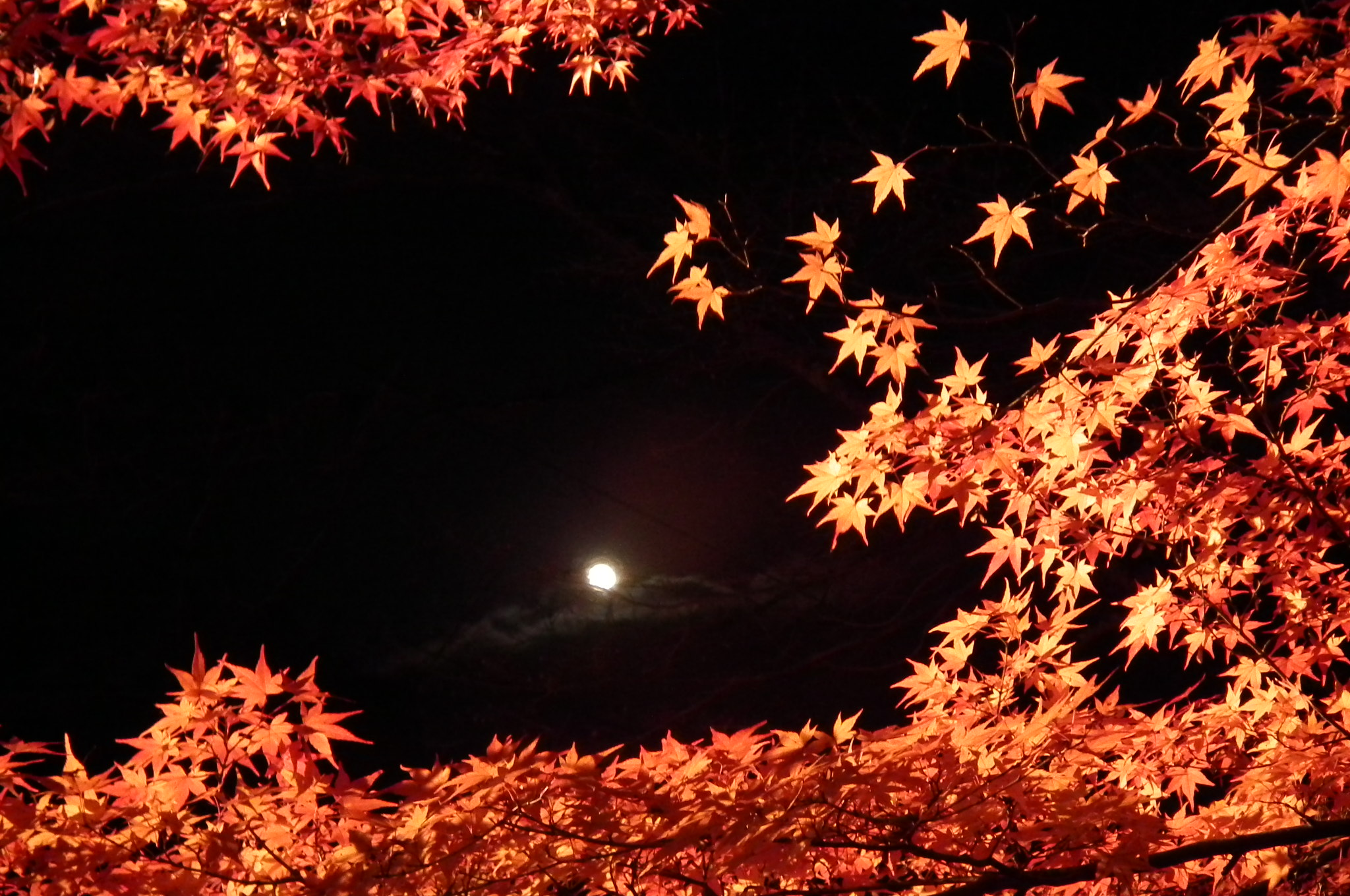
期間中のみライトアップされ夜間拝観が行われる二尊院のもみじと月

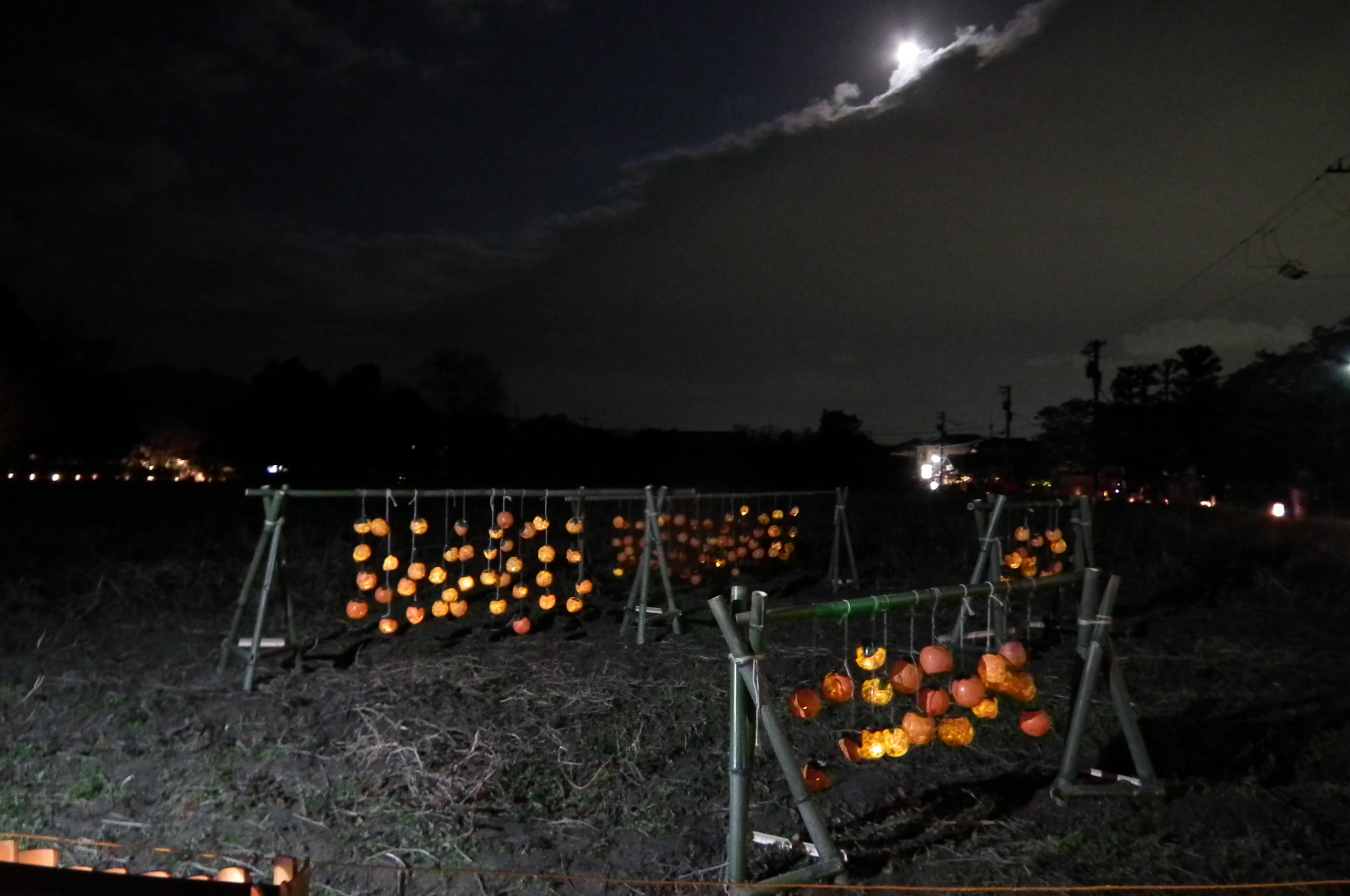
落柿舎前

エリアは南は阪急嵐山駅を基点に法輪寺、渡月橋周辺、時雨殿、宝厳寺、美空ひばり座、天竜寺、JR嵯峨嵐山駅、野宮神社、北は大河内山荘、常寂光寺、落柿舎、二尊院までである。

## 催し物
点灯時間: 午後5時～午後8時30分
2011年の例
1．オープニングイベント（美空ひばり座）
2．灯りと　花の路
3.ライトアップ - 渡月橋一帯、野宮神社～大河内山荘までに広がる竹林、すすきのライトアップ。および夜間特別拝観の開催される寺院。
4．いけばなプロムナード（協力:京都いけばな会）
5．Akira-Hasegawa・D-K LIVE in 嵐山･法輪寺 - デジタルアーティスト長谷川章による「D-K（デジタル掛け軸）」
6．嵯峨･嵐山古典文学の香り（長神の杜） - 嵯峨･嵐山ゆかりの古典文学作品のパネル展示による紹介。小倉百人一首から19基の歌碑のライトアップ。
7．夜間特別拝観 - 二尊院、落柿舎、常寂光寺、野宮神社、大河内山荘、天龍寺、宝厳院、時雨殿、法輪寺。
8．京都伝統工芸「手技の実演」（二尊院）
9．野宮神社奉納演奏
10.「灯り･嵐山美術展」
11．京行燈辻むら「京･日本・ひかり」（法輪寺）
12．「祈りと灯火」（落柿舎前） - 収益は嵐山の森林の再生へ寄付される。
13．舞妓さんと写そ!
14．学生パフォーマー大集合（中の島公園） - 京都の大学生によるストリートパフォーマンス。
その他

## ギャラリー
- 二尊院参道
- 二尊院境内
- 京都伝統工芸「手技の実演」（二尊院）
- ライトアップされた嵯峨野のすすき
- 小路を照らす灯籠

## 主催
京都・花灯路推進協議会
- 京都府
- 京都市
- 京都商工会議所
- 京都市観光協会
- 京都文化交流コンベンションビューロー
- 京都仏教会

## 交通アクセス
嵐山駅 (阪急)・嵯峨嵐山駅すぐ。